# Hallo! Amerika!
Hallo! Amerika! er en norsk film fra 1926.
Filmen, som blev fotograferet af Gustav Lund, skildrer en rejse gennem USA fra San Francisco ved Stillehavet, gennem midtvesten til New York ved Atlanterhavet.
Filmen varer i 108 minutter.